# Femmes sans nom
Pour plus de détails, voir Fiche technique et Distribution.
Femmes sans nom (Donne senza nome) est un film franco-italien réalisé par Géza von Radványi et sorti en 1950.

## Synopsis
Après la fin de la Seconde Guerre mondiale, dans un camp italien de réfugiées, on assiste à la détresse de femmes sans-papiers en attente d’être rapatriées ou régularisées par des États volontaires. Il y a Yvonne la Française, prête à se marier avec le premier venu (un Albanais peu amène) pour quitter rapidement le camp, Anna la Yougoslave, impatiente d’accoucher pour retrouver un peu de son mari qui a été abattu sous ses yeux par l’ennemi, Janka la Polonaise qui a perdu la raison, rescapée d’un bordel allemand ; d’autres victimes comme elle vont retrouver dans le camp la doctoresse nazie qui les avait livrées en pâture aux officiers du front…

## Fiche technique
- Titre : Femmes sans nom
- Titre d'origine : Donne senza nome
- Réalisation : Géza von Radványi
- Scénario : Liana Ferri, Géza von Radványi, Corrado Álvaro, René Barjavel, Géza Herczeg, Fausto Tozzi
- Dialogues additionnels en anglais : Jesse L. Lasky Jr.
- Musique : Roman Vlad
- Direction de la photographie : Gábor Pogány
- Décors : Piero Filippone, Mario Garbuglia, Dario Cecchi
- Costumes : Piero Filippon
- Montage : René Le Hénaff
- Assistant-réalisateur : Fabio De Agostini et Fausto Tozzi
- Pays de production :  France,  Italie
- Langues de tournage : albanais, allemand, anglais, français, italien, serbo-croate
- Tournage : Cinecittà
- Producteurs : Giorgio Agliani, Géza von Radványi, R. Solmsen
- Société de production : Navona Film
- Sociétés de distribution : Cora, Filmsonor
- Format : noir et blanc — 35 mm — 1.37:1 — monophonique (RCA Sound System)
- Genre : drame
- Durée : 100 minutes
- Date de sortie :
  - France : 30 novembre 1950

## Distribution
- Simone Simon : Yvonne Dubois
- Vivi Gioi : Hilda von Schwartzendorf, la doctoresse nazi
- Françoise Rosay : la comtesse
- Irasema Dilián : Janka Novotska, la polonaise
- Valentina Cortese : Anna Petrovic
- Gino Cervi : le brigadier Pietro Zanini
- Mario Ferrari : le commandant du camp
- Umberto Spadaro : Pietro, un gardien du camp
- Eva Breuer : Christine Obear
- Lamberto Maggiorani : le mari d’Anna
- Betsy von Furstenberg : la munichoise
- Nada Fiorelli : une détenue
- Liliana Tellini : une détenue
- Susan Donnell : une détenue